# ماندگار (آلبوم معین)
ماندگار بیست و ششمین آلبوم رسمی معین در تاریخ ۲۰ ژانویه ۲۰۲۰ (۳۰ دی ماه ۱۳۹۸) توسط شرکت پریچه آواز منتشر شد.
معین در توضیحی در پیچ اینستاگرامش نوشت: چهار دهه پس از انتشار اولین آلبوم و پس از یک دهه که با تک آهنگ‌ها در کنار شما عزیزان بودم، خوشحالم که مجموعه‌ای از ترانه‌های ماندگار با تلاش و همکاری دوستان هنرمندم تهیه و برای اولین‌بار توسط کمپانی خودم پریچه آواز در غالب آلبوم «ماندگار» آماده پخش می‌شود. چند ماه گذشته من هم بی صبرانه منتظر اتمام مراحل پایانی این آلبوم بودم. امیدوارم ترانه‌های این آلبوم عاشقانه جبران کننده بخش کوچکی از محبت‌های بی‌دریغ و همیشگی شما باشد.

## نظرات
- افشین مقدم ترانه‌سرای ترانه دو راهی (عین خیالت نیست/ ترک اول) در صفحه شخصی خود در اینستاگرام نوشت:

ترانه دوراهی در این آلبوم سرودهٔ من است با آهنگ بسیار زیبا و متفاوتی از دوست عزیزم بابک زرین امیدوارم این همکاری را دوست داشته باشید و آرزو می‌کنم خداوند مراقب صدای ماندگار سرزمینمان معین نازنین باشد و ترانه‌های زیباتری چون گذشته از این صدای بزرگ برایمان به یادگار بماند. اعتقاد دارم استاد معین در کنار هایده (در سبک ایرانی، ارکسترال، پاپ سنتی) جزو معدود خوانندگانی هستند که در تمام منطقه‌های صوتی و گام‌های مختلف … و از صدای آلتو گرفته تا بخش‌های دیگر به لحاظ تونالیته، حس و عاطفه، رنگ آمیزی، تکنیک، تحریر، لحن، داینامیک منحصر به فرد هستند و به همین دلیلِ قدرتِ اجرا در محدوده‌های صوتی و گام‌های مختلف هست که صدایشان در طول این هم سال گوشنواز است در حالی که اکثر خوانندگان امروزی که آواز پاپ سنتی و به اصطلاح شرقی و تلفیقی می‌خوانند چون فقط در یکی دو محدودهٔ صوتی توانایی خواندن دارند پس از چند آهنگ صدایشان یکنواخت و خسته کننده می‌شود و خیلی زود فراموش می‌شوند
- فضل‌الله توکل ترانه‌سرا و آهنگ ساز مشهور ایرانی در صفحه شخصی اینستاگرام خود نوشت:

ترانه روزگار، اثر اینجانب فضل‌الله توکل باصدای طلایی معین عزیزم که باتمام سلولهای وجودم عرض می‌نمایم. (معین یک پدیده در موسیقی ایران) می‌باشد و آرزوی سلامتی برای این هنرمند عزیز دارم و تشکر می‌نمایم از جوان هنرمند و بااستعداد جناب آقای عارف شکوری بخاطر تنظیم بسیار زیبا و دلنشین ترانه.

## فهرست
آلبوم «ماندگار» شامل ۱۱ قطعه می‌باشد.
| شماره      | نام                 | سراینده       | آهنگساز      | تنظیم        | مدت   |
| ---------- | ------------------- | ------------- | ------------ | ------------ | ----- |
| ۱.         | «دوراهی»            | افشین مقدم    | بابک زرین    | بابک زرین    | ۳:۴۵  |
| ۲.         | «ماندگار»           | روزبه بمانی   | عارف شکوری   | عارف شکوری   | ۴:۲۵  |
| ۳.         | «عشق من»            | ندا جوادی     | بابک زرین    | عارف شکوری   | ۳:۲۱  |
| ۴.         | «هوادار تو»         | توحید عظیمی   | توحید عظیمی  | عارف شکوری   | ۳:۱۳  |
| ۵.         | «از نو گل کن»       | هما میرافشار  | محمد حیدری   | عارف شکوری   | ۲:۴۴  |
| ۶.         | «وقتی چشات بارونیه» | افشین یداللهی | بابک زرین    | بابک زرین    | ۳:۵۲  |
| ۷.         | «کل دنیامی»         | روزبه بمانی   | معین         | عارف شکوری   | ۳:۱۶  |
| ۸.         | «روزگار»            | فضل‌الله توکل  | فضل‌الله توکل | عارف شکوری   | ۳:۳۲  |
| ۹.         | «باز عاشقم باش»     | فریماه حسینی  | بابک زرین    | بهروز علیاری | ۳:۲۰  |
| ۱۰.        | «دیوونتم هنوز»      | روزبه بمانی   | عارف شکوری   | عارف شکوری   | ۳:۴۱  |
| ۱۱.        | «دلسوز من باش»      | مریم دلشاد    | علیرضا مهدوی | فرهاد فرهادی | ۳:۳۳  |
| مجموع مدت: | مجموع مدت:          | مجموع مدت:    | مجموع مدت:   | مجموع مدت:   | ۳۸:۴۸ |